# Tejen
Tejen, iar în rusă Теджен, pronunțat: [Tedjen], este un oraș în provincia Ahal, din Turkmenistan.

## Geografie
Orașul Tejen este situat într-o oază, cu același nume, din deșertul Karakum. Altitudinea medie este de 161 de metri.
Râul Hari Rud, care are izvorul în Afganistan, trece prin apropierea orașului Tejen și de aceea este cunoscut și sub numele de fluviul Tejen.

### Demografie
Numărul populației orașului a evoluat astfel:
- 1976: 30.600 de locuitori,
- 1999: 42.200 de locuitori,
- ?: 52.000 de locuitori,
- 2007: 71 100 de locuitori,
- 2009: 77.024 locuitori.

### Transporturi
Tejen este o stație a căii ferate Trans-Caspiene, iar în anii ’90 a fost deschisă o nouă cale ferată, care leagă orașul Tejen de orașul Mashhad, din Iran.
Prelungirea asiatică a drumului european E60 trece prin orașul Tejen, legându-l de Mary și de Așgabat.